# Bleak House (Fernsehserie)
Bleak House ist eine britische Fernsehserie, die in 15 Episoden das Leben von Personen erzählt, die mit dem jahrzehntelang anhaltenden Rechtsstreit Jarndyce vs Jarndyce direkt und indirekt involviert sind. Der Rechtsstreit dient hierbei mehr als Rahmenbedingung. Die Serie ist eine Adaption des gleichnamigen Romans von Charles Dickens.

## Inhalt
Die Miniserie spielt im Großbritannien des 19. Jahrhunderts. Erzählt wird insbesondere die Geschichte von Esther Summerson, die als Waise aufwuchs und nun als Mündel  für die Hauptkläger im Jarndyce Fall, Richard und Ada, von John Jarndyce eingestellt wird. Gleichzeitig wird Mr. Jarndyce auch Vormund von Esther.

## Produktion und Veröffentlichung
Verfilmt wurde der Mehrteiler von Andrew Davies für die BBC. Regie führte für die ersten neuen Folgen Justin Chadwick, die Folgen 11 bis 15 entstanden unter der Regie von Susanna White. Bis auf eine 60-minütige Folge sind alle Folgen 30 Minuten lang.
Die Serie wurde vom 27. Oktober bis zum 16. Dezember 2005 von BBC One erstmals ausgestrahlt. Weitere Ausstrahlungen folgten in Finnland, Venezuela und Ungarn. In Deutschland wurde die DVD am 14. Mai 2013 veröffentlicht, bevor der Bezahlfernsehsender Passion die Serie vom 16. Mai bis zum 4. Juli 2013 zeigte.

## Besetzung
- Anna Maxwell Martin: Esther Summerson
- Gillian Anderson: Lady Dedlock
- Denis Lawson: John Jarndyce
- Charles Dance: Mr. Tulkinghorn
- Carey Mulligan: Ada Clare
- Patrick Kennedy: Richard Carstone
- Timothy West: Sir Leicester Dedlock
- Richard Harrington: Dr. Allan Woodcourt
- Alun Armstrong: Inspektor Bucket
- Burn Gorman: William Guppy
- Seán McGinley: Mr. Snagsby
- Hugo Speer: Sergeant George
- Pauline Collins: Miss Flite
- Johnny Vegas: Mr. Krook
- Harry Eden: Straßenjunge Jo
- Tom Georgeson: Clamb
- Nathaniel Parker: Harold Skimpole
- Warren Clarke: Lawrence Boythorn
- Dermot Crowley: Mr. Vholes, Richards Anwalt
- Alistair McGowan: Mr. Kenge, Jarnadyces Anwalt
- Philip Davis: Großvater Smallweed
- Louise Brealey: Judy Smallweed
- Anne Reid: Mrs. Rouncewell
- Natalie Press: Caddy Jellyby
- Bryan Dick: Prince Turveydrop
- Matthew Kelly: der alte Turveydrop
- Michael Smiley: Phil Squod
- Katie Angelou: Charley
- Emma Williams: Rosa
- Lilo Baur: Madame Hortense
- Tony Haygarth: Gridley, Schuldner
- Charlie Brooks: die arme Jenny
- Richard Griffiths: Bayham Badger
- Joanna David: Mrs. Badger
- Robert Pugh: Prediger Chadband
- Catherine Tate: Mrs. Chadband
- Kelly Hunter: Miss Barbary, die Patin
- John Lynch: Nemo (Kapitän Hawdon)

## Auszeichnungen
- British Academy Television Award 2006
  - Outstanding Makeup for a Miniseries, Movie or a Special (Non-Prosthetic) – Daniel Phillips (makeup department head)
  - Outstanding Cinematography for a Miniseries or Movie – Kieran McGuigan (director of photography) für Episode: „1“.
  - Nominierung für Outstanding Art Direction for a Miniseries, or Movie
  - Nominierung für Outstanding Costumes for a Miniseries, Movie or a Special
  - Nominierung für Outstanding Directing for a Miniseries, Movie or a Dramatic Special – Justin Chadwick
  - Nominierung für Outstanding Lead Actor in a Miniseries or a Movie – Charles Dance
  - Nominierung für Outstanding Lead Actress in a Miniseries or a Movie – Gillian Anderson
  - Nominierung für Outstanding Supporting Actor in a Miniseries or a Movie – Denis Lawson
  - Nominierung für Outstanding Miniseries – Rebecca Eaton, Nigel Stafford-Clark
  - Nominierung für OOutstanding Writing for a Miniseries, Movie or a Dramatic Special – Andrew Davies
- BAFTA TV Awards 2006
  - Best Actress – Anna Maxwell Martin
  - Best Drama Serial
  - Best Costume Design
  - Best Editing Fiction Entertainment
  - Best Production Design
  - Nominierung für Best Actor – Denis Lawson
  - Nominierung für Best Actress – Gillian Anderson
  - Nominierung für Best Director – Justin Chadwick
  - Nominierung für Best Make Up & Hair Design
  - Nominierung für Best Photography & Lighting Fiction/Entertainment – Kieran McGuigan
  - Nominierung für Best Sound Fiction/Entertainment
  - Nominierung für Best Writer – Andrew Davies
  - Nominierung für Best Sound (Fiction/Entertainment)
- Banff Television Festival 2006
  - Banff Rockie Award Best Mini-Series
- Broadcasting Press Guild Awards 2006
  - Best Actor – Charles Dance
  - Best Actress – Gillian Anderson
  - Best Drama Series/Serial
  - Nominierung für Best Actress – Anna Maxwell Martin
  - Nominierung für Writer's Award – Andrew Davies
- Online Film & Television Association 2006
  - Best Supporting Actress in a Motion Picture or Miniseries – Anna Maxwell Martin (zusammen mit Cloris Leachman für Mrs. Harris – Mord in besten Kreisen)
  - Best Actress in a Motion Picture or Miniseries – Gillian Anderson
  - Best Miniseries
  - Best Ensemble in a Motion Picture or Miniseries
  - Best Direction of a Motion Picture or Miniseries – Justin Chadwick und Susanna White
- Peabody Awards 2006
  - Peabody Award
- Satellite Awards 2006
  - Nominierung für Satellite Award	Best Miniseries
  - Nominierung für Best Actress in a Miniseries or a Motion Picture Made for Television – Gillian Anderson
  - Nominierung für Best Actor in a Miniseries or a Motion Picture Made for Television – Charles Dance
- Golden Globes  2007
  - Nominierung für Best Miniseries or Motion Picture Made for Television
  - Nominierung für Best Performance by an Actress in a Miniseries or a Motion Picture Made for Television – Gillian Anderson